# Ruplje
Ruplje (en serbe cyrillique : Рупље) est un village de Serbie situé dans la municipalité de Crna Trava, district de Jablanica. Au recensement de 2011, il comptait 5 habitants.

## Démographie
| 1948 | 1953 | 1961 | 1971 | 1981 | 1991 | 2002 | 2011 |
| ---- | ---- | ---- | ---- | ---- | ---- | ---- | ---- |
| 75   | 51   | 26   | 21   | 21   | 7    | 6    | 5    |

|  |